# 黑吃黑 (2016年電影)
《黑吃黑》（英語：Marauders）是一部於2016年上映的美國動作犯罪驚悚片，由史蒂芬·C·米勒執導，克里斯多弗·馬洛尼、布魯斯·威利、艾德·葛納與戴夫·巴帝斯塔主演。電影於2016年7月1日在美國由獅門首映發行。

## 劇情
故事敘述四名蒙面搶匪執行了一場專業級的銀行搶案，使得FBI探員與其團隊介入追兇，其中該銀行的總裁嫌疑最大。調查過程中，他們發現該搶案竟然與多年前一起突擊隊反叛事件有所關連，這使得該案件的真相更加撲朔迷離。

## 演員
- 克里斯多弗·馬洛尼 飾 特別探員強納森·蒙哥馬利
- 布魯斯·威利 飾 傑弗瑞·修伯特
- 戴夫·巴帝斯塔 飾 探員史托克韋爾
- 艾德·葛納 飾 特別探員韋爾斯
- 德克薩斯·巴特爾（英语：Texas Battle） 飾 遊騎兵TJ·傑克森
- 強納森·史凱奇（英语：Johnathon Schaech） 飾 偵探米姆斯

## 發行
電影定於2016年7月1日在美國發行。

### 評價
爛番茄新鮮度僅25%，Metacritic得分42，反響不佳。

## 外部連結
- 互联网电影数据库（IMDb）上《黑吃黑》的资料（英文）